# Кентъки (линеен кораб, 1950)
Кентъки (на английски: USS Kentucky (BB-66)) е линеен кораб на САЩ. Заложен е на 7 март 1942 г., но строителството му така и не е завършено. Последен кораб от типа „Айова“
„Кентъки“ е вторият съд във военноморския флот на Съединените щати, наречен в чест на едноименния щат. Изначално „Кентъки“ трябва да бъде втория линкор от типа „Монтана“, но по време на Втората световна война стават необходими бързи линкори за съпровождане на самолетоносачите от типа „Есекс“. Самолетоносачите от типа „Есекс“, които стават главната ударна сила на флота на САЩ, имат скорост 31 – 32 възела, и линейните кораби от серията „Айова“ прекрасно се вписват в тяхната компания. В резултат на това „Кентъки“ е преустроен в линкор от типа „Айова“, както и неговия систършип „Илинойс“ с цел икономия на време при строителството на нови бойни кораби. „Кентъки“ все още се намира в строителство, когато Втората световна война завършва и строителството на линкора е спряно на 17 февруари 1947 г., когато корабът е готов приблизително на 12%. Той служи като един вид склад за резервни части за линкорите от типа „Айова“, намиращи се в строй. През 1948 г. построяването на кораба се възобновява във връзка с намерението той да бъде завършен по усъвършенстван проект, обаче усъвършенстваният проект така и не е утвърден, и дострояването на кораба се води според предишните чертежи, докато не е окончателно спряно през 1950 г. Корпусът на кораба е фактически „спуснат“ на вода на 20 януари 1950 г. с цел освобождаването на дока за поставянето там за ремонт на линкора „Мисури“. Във връзка с високата готовност на корпуса недостроеният линкор е законсервиран. През 1950-е е обсъждана възможността за дострояването му като ракетоносен кораб, но цената за това се оказва прекалено висока. През 1956 г. носовата секция на линкора е използвана за ремонта на повредения „Уисконсин“, а оставащата част от корпуса е продадена за скрап през 1959 г.